# Pierre Docithé Benoist
Pour les articles homonymes, voir Benoist.
Pierre Docithé Benoist (Sceaux, 28 janvier 1779 - Bourg-la-Reine Hauts-de-Seine, 30 mars 1860) est un mouleur en faïence, puis céramiste, faïencier français.

## Biographie
Fils de Pierre-Louis Benoist (1753-1789), sculpteur en porcelaine arrivé à Sceaux en 1773, il épouse Louise Geneviève Fremin à Sceaux en 1804 ; il est à cette époque mouleur à la manufacture de Sceaux. En 1810, il demeure à Sceaux.
En 1816 il est employé à la Manufacture de Barthélémy Carlu père, mouleur en faïence demeurant à Bourg-la-Reine. Le 27 janvier 1821 il habite à Sceaux et loue le 29 juin la Manufacture no 5 sise à l'ancien 5 Grande-Rue (aujourd'hui 31 avenue du Général-Leclerc à Bourg-la-Reine). De 1826 à 1837 il est fabricant de faïence à Bourg-la-Reine. En 1834 il met à la disposition de M. le Curé un bâtiment dans le bas de la côte pour célébrer l'office divin. En 1834 il produit de la faïence blanche et de 1846 à 1851 il est propriétaire. Il est conseiller municipal de 1856 à sa mort, survenue le 30 mars 1860 à son domicile de Bourg-la-Reine.

## Musée
- Musée de l'Île-de-France, Château de Sceaux, Hauts-de-Seine.